# Chrono des Nations-Les Herbiers-Vendée féminin 2017
La 31e édition du Chrono des Nations-Les Herbiers-Vendée féminin a eu lieu le 15 octobre 2017. La course fait partie du calendrier international féminin UCI 2017 en catégorie 1.1.

## Favorites
Ann-Sophie Duyck est favorite à sa propre succession. Les autres favorites sont Audrey Cordon et Olga Zabelinskaya.

## Classements

### Classement final
| \| Classement général \| Classement général \| Classement général \| Classement général \| Classement général \| \| Coureuse \| Coureuse \| Pays \| Équipe \| Temps \| \| ------------------ \| ------------------- \| ------------------ \| ---------------------------------- \| ------------------ \| \| 1re \| Audrey Cordon-Ragot \| France \| Wiggle High5 \| 35 min 47 s \| \| 2e \| Ann-Sophie Duyck \| Belgique \| Drops \| + 11 s \| \| 3e \| Hayley Simmonds \| Royaume-Uni \| Team WNT \| + 23 s \| \| 4e \| Olga Zabelinskaïa \| Russie \| BePink Cogeas \| + 31 s \| \| 5e \| Edwige Pitel \| France \| SC Michela Fanini \| + 2 min 12 s \| \| 6e \| Eugénie Duval \| France \| FDJ-Nouvelle Aquitaine-Futuroscope \| + 2 min 17 s \| \| 7e \| Aafke Soet \| Pays-Bas \| Parkhotel Valkenburg-Destil \| + 2 min 40 s \| \| 8e \| Julie Van de Velde \| Belgique \| Lotto Soudal Ladies \| + 2 min 56 s \| \| 9e \| Charlotte Bravard \| France \| FDJ-Nouvelle Aquitaine-Futuroscope \| + 3 min 09 s \| \| 10e \| Jutta Stienen \| Suisse \| Remax \| + 3 min 18 s \| |                     |             |                                    |              |
| |                     |             |                                    |              |
| Source : ProCyclingStats |                     |             |                                    |              |
| Classement général |                     |             |                                    |              |
| Coureuse | Coureuse            | Pays        | Équipe                             | Temps        |
| 1re | Audrey Cordon-Ragot | France      | Wiggle High5                       | 35 min 47 s  |
| 2e | Ann-Sophie Duyck    | Belgique    | Drops                              | + 11 s       |
| 3e | Hayley Simmonds     | Royaume-Uni | Team WNT                           | + 23 s       |
| 4e | Olga Zabelinskaïa   | Russie      | BePink Cogeas                      | + 31 s       |
| 5e | Edwige Pitel        | France      | SC Michela Fanini                  | + 2 min 12 s |
| 6e | Eugénie Duval       | France      | FDJ-Nouvelle Aquitaine-Futuroscope | + 2 min 17 s |
| 7e | Aafke Soet          | Pays-Bas    | Parkhotel Valkenburg-Destil        | + 2 min 40 s |
| 8e | Julie Van de Velde  | Belgique    | Lotto Soudal Ladies                | + 2 min 56 s |
| 9e | Charlotte Bravard   | France      | FDJ-Nouvelle Aquitaine-Futuroscope | + 3 min 09 s |
| 10e | Jutta Stienen       | Suisse      | Remax                              | + 3 min 18 s |

### Points UCI
| Position,          | 1er | 2e | 3e | 4e | 5e | 6e | 7e | 8e | 9e | 10e | 11e | 12e | 13e | 14e | 15e | 16e | 17e | 18e |
| Classement général | 80  | 60 | 45 | 35 | 30 | 25 | 21 | 18 | 15 | 12  | 10  | 8   | 6   | 5   | 4   | 3   | 2   | 1   |

## Organisation et règlement

### Primes
L'épreuve attribue les primes suivantes :
| Position | 1er     | 2e    | 3e    | 4e    | 5e    | 6e    | 7e    | 8e    | 9e    | 10e   |
| Prix     | 1 100 € | 825 € | 550 € | 330 € | 275 € | 249 € | 220 € | 193 € | 165 € | 138 € |

Les places de onzième à quinzième donnent 110 €, celles de seizième à vingtième 82 €.
Elles sont nettement plus élevées que l'année précédente.